# エルツハウゼン
エルツハウゼン (ドイツ語: Erzhausen) は、ドイツ連邦共和国ヘッセン州ダルムシュタット＝ディーブルク郡に属す町村（以下、本項では便宜上「町」と記載する）。ダルムシュタットとフランクフルト・アム・マインの間に位置する。

## 地理
この町は、単一の地区からなっている。

### 隣接する市町村
エルツハウゼンは、北はメルフェルデン＝ヴァルドルフ（グロース＝ゲーラウ郡）およびエーゲルバッハ（オッフェンバッハ郡）、南東は郡独立市のダルムシュタット、南西はヴァイターシュタットと境を接する。

## 歴史

### 1900年まで
エルツハウゼンの町域に遺る紀元前1500年頃の墳丘は、その頃までに最初の入植があったことを示している。
900年頃、この町の名称は何度か替わり、たとえばErardishusen、Erhartzhausen、Ebrichshusen、Erndeshusenといった表記が文献に記録されている。最も古い史料であるロルシュ文書には、Erhartshausenと記されている。したがって、この町の名前は、誤って流布しているようなErz（= 鉱石）に基づくものではなく、Erhartから変化したものである（エアハルトの家）ことが分かる。

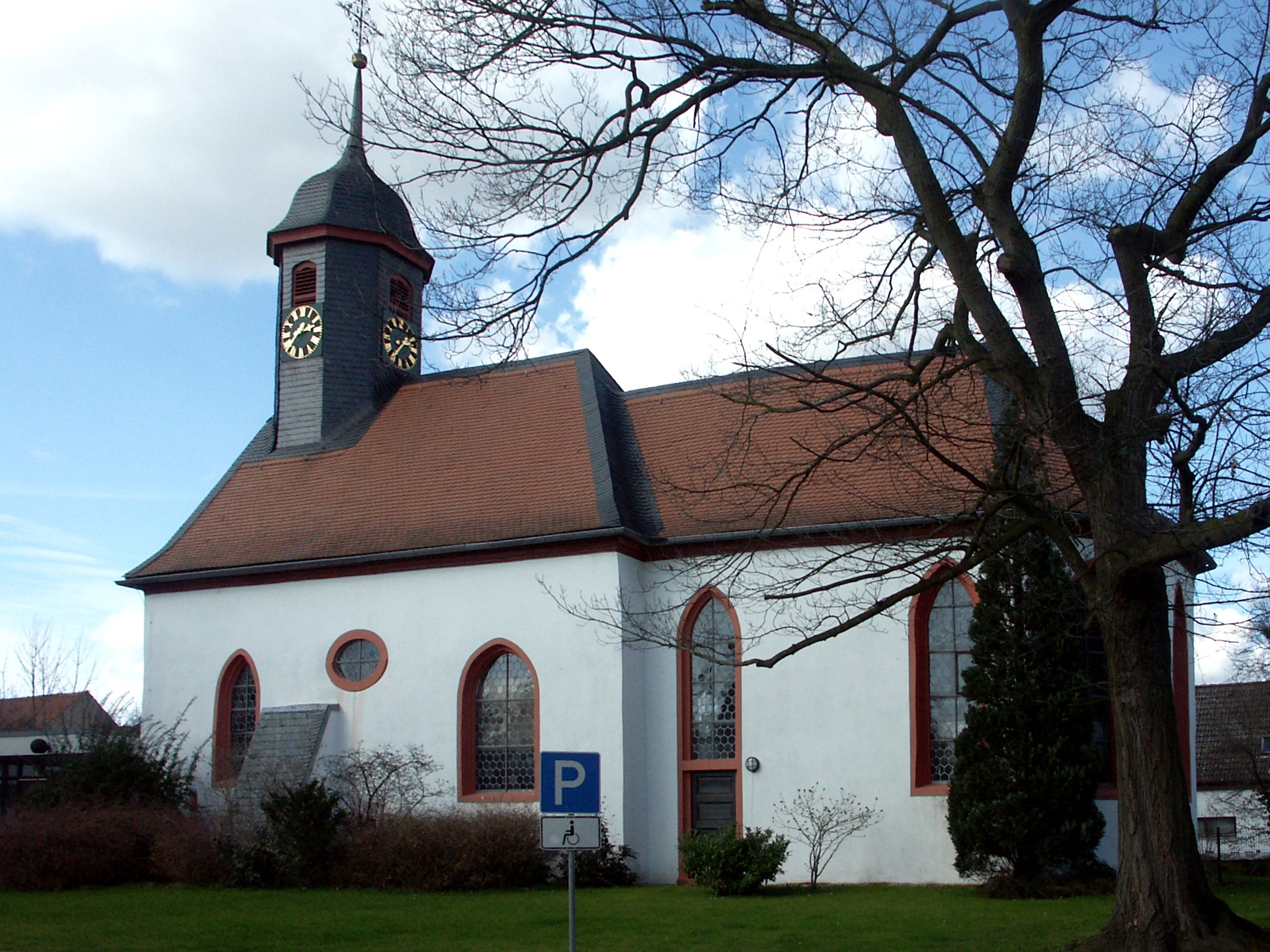
プロテスタント教会

中世には、エアハルトはウルナー・フォン・ディーブルク家に属した。この時代（1565年）に礼拝堂が建設され、地元では『ウルナー聖堂』と呼ばれた。同じ広場に面して現在はプロテスタントの教会が建っている。三十年戦争とペストはこの町からほとんどすべての命を奪った。1669年の人口はわずか73人であった。
1771年にエルツハウゼンはヘッセン方伯ルートヴィヒ6世の所有となった。この頃には復興が進み、所領の引き渡し時点での人口は559人になっていた。さらに1世紀後には人口は1244人になった。

### 1900年以降
鉄道やアウトバーンA5号線に近く交通の便がよいことから、エルツハウゼンは人気の住宅地である。このため人口は著しく増加し、1950年には3,086人であったのが2004年末の時点では7,186人にまでなっていた。

## エルツハウゼンの鉄道

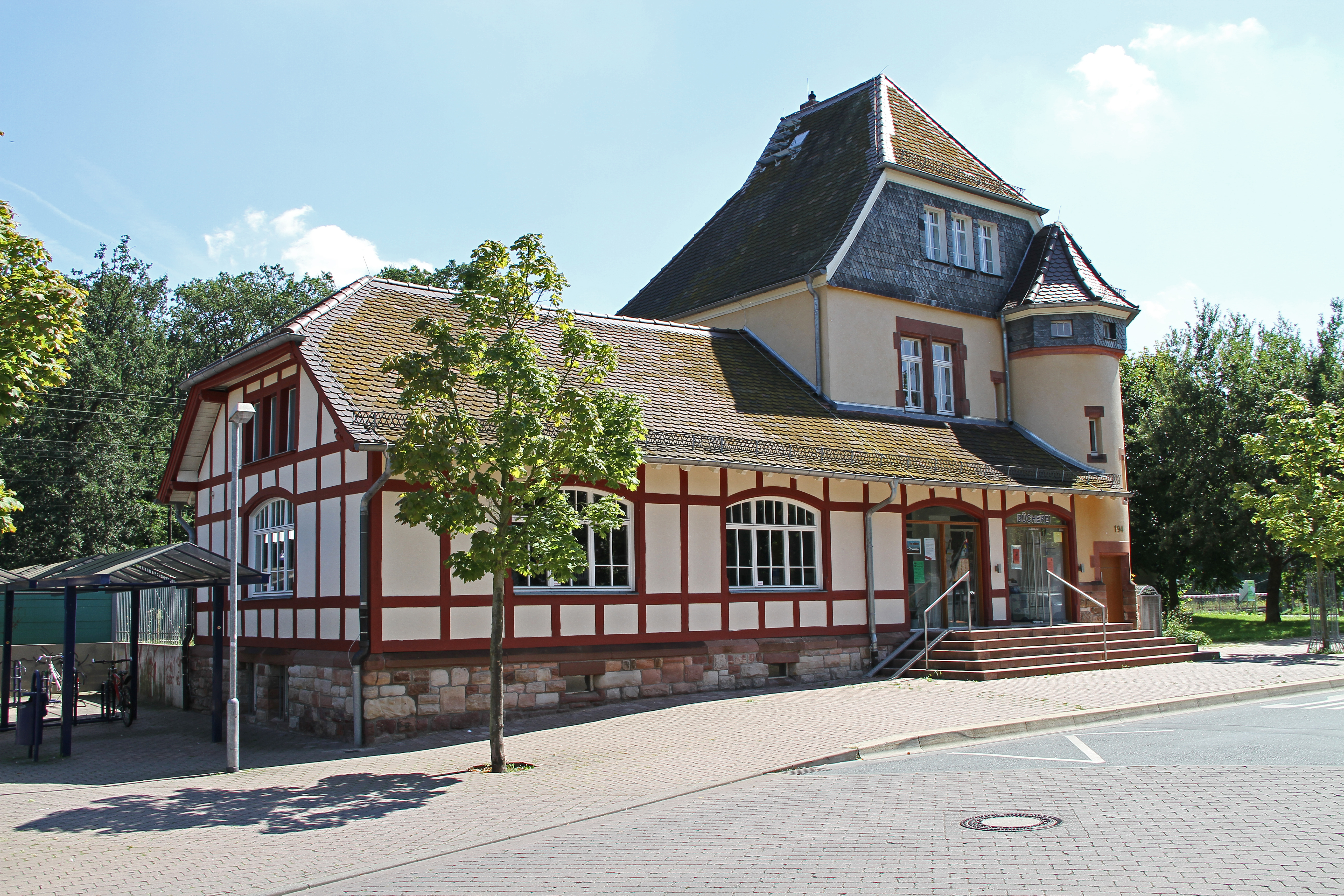
エルツハウゼンの駅舎

1888年にマイン＝ネッカー鉄道の停車場が設けられ、現在の駅舎は1903年に建設された。1997年にこの鉄道はライン＝マイン交通連盟に加盟し、その後Sバーンが設けられた。これ以後、Sバーンは、フランクフルトやダルムシュタット、およびクロンベルクやバート・ゾーデンといったタウヌス山地まで30分間隔で発着している。この列車は特に通勤者には便利な路線であり、やがて住民の多くが利用するようになった。
Sバーンの開通後、駅舎はもう使われなくなった。Sバーンの列車には専用に造られたSバーン用プラットホームで乗降する。こうした流れに沿って、駅前広場全域が改修された。
2001年初めからエルツハウゼンはドイツ鉄道から獲得した駅舎の修復を行った。改築が完了した後は町立図書館として利用されている。これ以後、エルツハウゼン駅の駅舎は、Erzhäuser Bücherbahnhof（エルツハウゼンの本の駅）となった。

## 行政

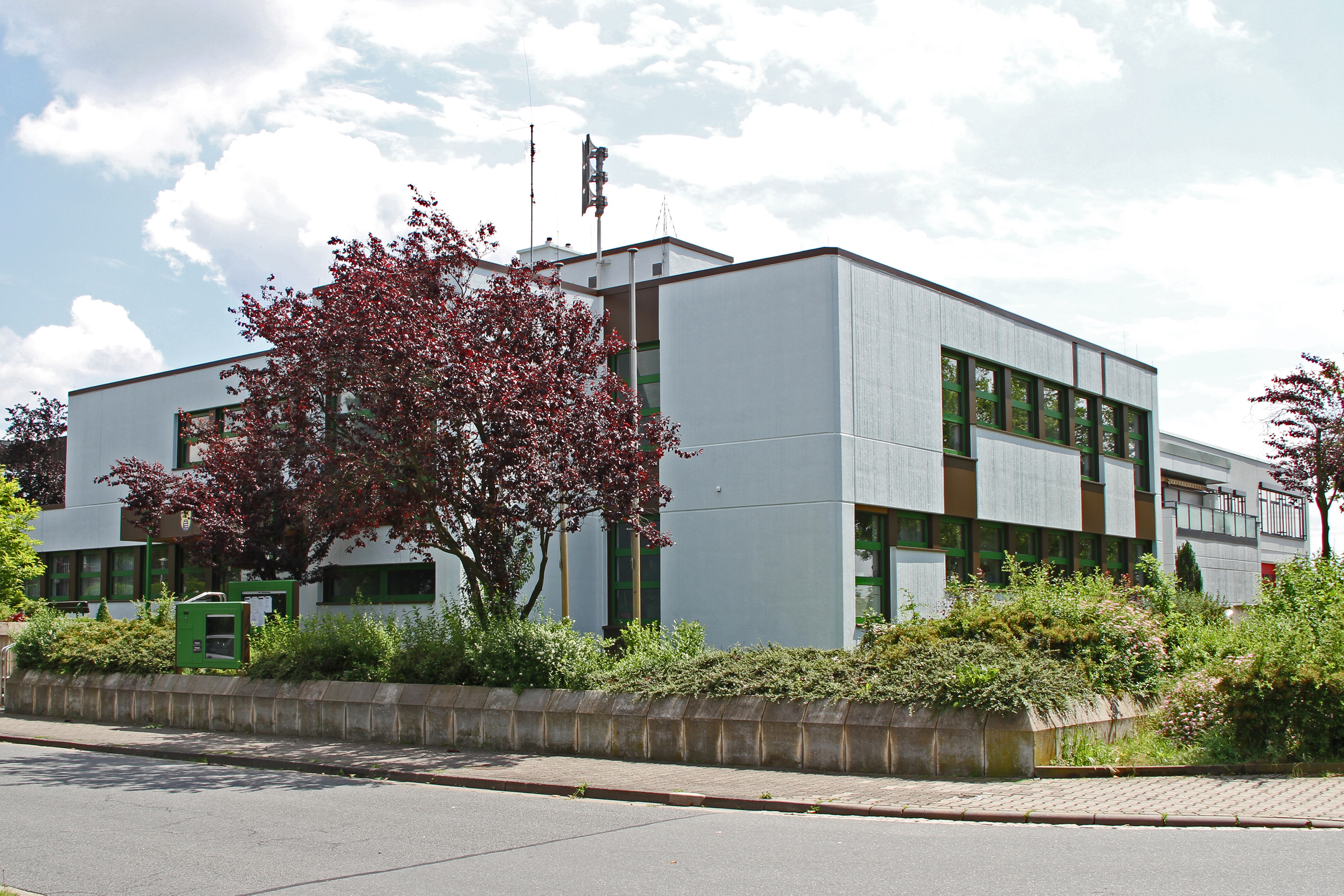
町役場

### 議会
エルツハウゼンの町議会は25議席からなる。

### 友好都市
- ムニホヴォ・フラジシチェ（チェコ、中央ボヘミア州）
- クロッセン（現在はツヴィッカウ市の市区）（ドイツ、ザクセン州）
- インチーザ・イン・ヴァル・ダルノ（イタリア、トスカーナ州）

## 引用
1. ↑  Hessisches Statistisches Landesamt: Bevölkerung in Hessen am 31.12.2023 (Landkreise, kreisfreie Städte und Gemeinden, Einwohnerzahlen auf Grundlage des Zensus 2011)]
2. ↑  2011年3月27日の市議会議員選挙結果、ヘッセン州統計局（2013年1月1日 閲覧）